# Groove Beck
Der Groove Beck ist ein Wasserlauf im Lake District, Cumbria, England. Er entsteht am Matterdale Common und fließt in östlicher Richtung, um mit dem Blake Sike und einem unbenannten Zufluss den Trout Beck zu bilden.